# Contexto histórico
El contexto histórico es un conjunto de circunstancias en los que se produce el hecho que tiene historia ya sea lugar, tiempo, hechos relevantes, etc. También se refiere a aquellas circunstancias que rodean los sucesos históricos y los pensamientos de la gente al momento de presentarse ciertos hechos en determinada sociedad, de tal manera que influyeron para darse así en sus individuos y en dicha geografía. Tomar en cuenta el contexto histórico de un suceso pasado es importante, pues permite a futuro emitir un juicio menos limitado y, aunque no posea veracidad total, al menos no deforme, minimice los hechos o maximice su valor en el tiempo.